# Angeli Lambert
Angeli Lambert (Isztimér, 1916. december 10. – Budapest, 1971. május 9.)  kertészmérnök, növénynemesítő, a mezőgazdasági tudományok kandidátusa (1952). Angeli Márton solymári és Angeli András biai esperes plébánosok testvére.

## Élete
A bakonyi Isztiméren született 1916-ban, egy 16 gyermekes földműves családban, ő volt a hetedik gyermek. Édesapja Angeli Márton földműves, édesanyja Winkler Teréz. Isztiméren végezte alsó fokú iskoláját, majd a székesfehérvári Cisztercita Gimnáziumban érettségizett. 1937-től 1940-ig a Kertészeti Akadémián folytatott tanulmányokat. Közben 1938-tól katona volt és hadifogságot is szenvedett.
A Kertészeti és Szőlészeti Főiskola tanársegédje 1944-től, majd az Agrártudományi Egyetem Kert és Szőlőgazdaság-tudományi Karának adjunktusa, később a Kertészeti és Szőlészeti Főiskola docense.
Csehszlovákiában 1963-ban a zöldséghajtatás, paprikatermesztés és a felsőfokú oktatás tanulmányozására tett utazást. 1965-től haláláig a Kertészeti Kutató Intézet főmunkatársa volt.

## Munkássága
A budatétényi Kertészeti Kutató Intézetben növénynemesítési kutatásokat folytatott. A szabadföldi termesztés vonatkozásában végzett állománysűrűségi kísérletei bebizonyították, hogy minden zöldségfaj területi igényét egyénileg kell meghatározni. Máig meghatározóak a szakaszos vetésre vonatkozó kísérletei, melyek a szaporítási időpontok kiválasztásával az össztermés mennyiségét 20–40 százalékban voltak képesek befolyásolni. Hiánypótló Paprikatermesztés című könyve 1958 és 1968 között három kiadást ért meg. Paprikanemesítésben a legnagyobb eredménye a csípősségmentes fehér paprika (Cecei fajta) létrehozása, melyet az ország vetésterületének 60%-án termeltek. Ezután lett világhírű a magyar fehér paprika. További fajtákat is nemesített, például a Csokros csüngő és a Csokros felálló, melyek termesztését a tanszék budai telepén kezdte.
A paprikanemesítés mellett az üvegházi és melegágyi gombatermesztés lehetőségeit is tanulmányozta, így a termelőknek a téli időszakra is gazdaságos üzemeltetési lehetőséget dolgozott ki. Hasonló célból végezte cikória-hajtatási kísérleteit is.
Gyakorlati és elméleti munkássága elismeréseként 1952 őszén a mezőgazdasági tudományok kandidátusi fokozatát nyerte el. 1971-ben Fleischmann Rudolf emlékplakettel tüntették ki.
Aktív muzsikus volt, a kollégáiból, barátaiból szervezett kamarazenekarral rendszeresen házimuzsikáltak. A zenekar nem akárkikből állt: Angeli Lamberten kívül Domokos János professzor, Andrásfalvy András, Koródi László és Mercz Árpád játszott benne.
1981-ben Soroksáron, a Kertészeti és Szőlészeti Egyetem kísérleti telepén mellszobrot állítottak Angeli Lambertnek (Gerzson Péter szobrászművész alkotása), ám mint 2019-ben olvasható, „az ő szobra sem kerülhette el a vandál fémgyűjtők bronz iránti érdeklődését”. 2008-ban a Fővárosi Közgyűlés a nagytétényi addig Angeli Lajosról elnevezett Angeli utcának a kegyeleti emlékezetét dr. Angeli Lambertre ruházta át.

## Művei
- Üzemi zöldségtermelés. Többekkel. Budapest, 1952.
- Kertészeti öntözéstan. Többekkel. Budapest, 1954, 4. kiad. 1958.
- A gyepkockás paprikatermesztés. Budapest, 1955.
- Paprikatermelés. Budapest, 1955, 4. átd. kiad. 1968.
- Zöldséghajtatás. Somos Andrással. Budapest, 1956. 228 lap
- Zöldségtermesztés. Többekkel. Budapest, 1956, 408 oldal
- Kertészeti ismeretek. Horváth Józseffel, Hullai Lajossal. Budapest, 1957.
- A paprika termesztése. Budapest, 1958. 44 lap
- Paprikatermesztés (Az étkezési paprika termesztése). Budapest, 1959. 168 lap
- Korszerű csiperketermesztés. Somos Andrással. Budapest, 1960. 188 lap
- A fajta és az ültetési időpont hatása a növényházi paprikahajtatás gazdaságosságára. Budapest, 1966. 30 lap
- Zöldségtermesztés. Kresch Józseffel. Budapest, 1961, 5. kiad. 1964.
- A fajta és az ültetési időpont hatása a növényházi paprikahajtatás gazdaságosságára. Budapest, 1966.